# Ракетний удар по Умані
О 4:20 ранку 28 квітня 2023 року російські війська завдали ракетного удару по Умані під час повномасштабного вторгнення в Україну. Дві російські ракети Х-101 влучили в житловий 9-поверховий будинок, унаслідок чого загинуло 23 особи, включно з шістьма дітьми.
Крім Умані, під обстріл потрапили Дніпропетровська та Київська області. У Дніпрі в результаті атаки було зруйновано приватний житловий будинок, загинули молода жінка та дворічна дівчинка, ще троє отримали поранення. У місті Українка Київської області уламки ракети влучили в житловий будинок, постраждала 13-річна дівчинка.
Головнокомандувач ЗСУ Валерій Залужний заявив, що удар завдавали бомбардувальники Ту-95 з акваторії Каспійського моря ракетами Х-101 і Х-555. За словами українського військового командування, загалом росіяни в ході атаки випустили 23 крилатих ракети, 21 з яких була збита. Також російські військові для атаки по Україні використовували дрони.
При цьому Укренерго повідомила, що об'єкти української енергетики цього разу не були пошкоджені російською атакою.
Попередньою масовою російською атакою українських міст були ракетні обстріли 9 березня 2023 року.

## Хід подій
Атака сталася близько 4-ї години ранку за місцевим часом. Ракета завдала пошкодження десяти багатоповерховим будинкам, проте найбільші пошкодження отримала дев'ятиповерхівка, в яку влучила ракета. У цьому будинку було знищено цілий під'їзд, а решту будівлі охопила пожежа. За даними українського міністра внутрішніх справ Ігоря Клименка, у цьому під'їзді було 46 квартир, з яких 14 було повністю знищено. У під'їзді проживало 109 осіб.

Очевидець атаки, що жив у сусідньому будинку, говорив:
Ми підірвалися, дитину сховали в туалет між основних стін, за вікном все було в диму, нічого не було видно. Коли трохи стихло, спустився вниз — частини сусіднього будинку не було, один під'їзд просто склався. Всюди кричали люди, все горіло, було повно побитих машин, наша машина теж була побита.
Відомо про 23 загиблих, у тому числі 6 дітей, ще 18 людей отримали поранення; 9 із них госпіталізовані. Серед загиблих у ході атаки був рок-музикант Володимир Макаровський, автор пісень для Джамали й Alyona Alyona.
З початку російського вторгнення Умань не знала таких масштабних руйнувань. До цього обстрілу територію міста російські ракети атакували навесні 2022.
У Черкаській області було оголошено триденну жалобу.
29 квітня 2023 року повідомили про завершення розбору залишків будівлі. ДСНС разом з міською владою розгорнули в місті 5 пунктів надання допомоги потерпілим, розселили в тимчасові помешкання 176 людей.

## Інші атаки

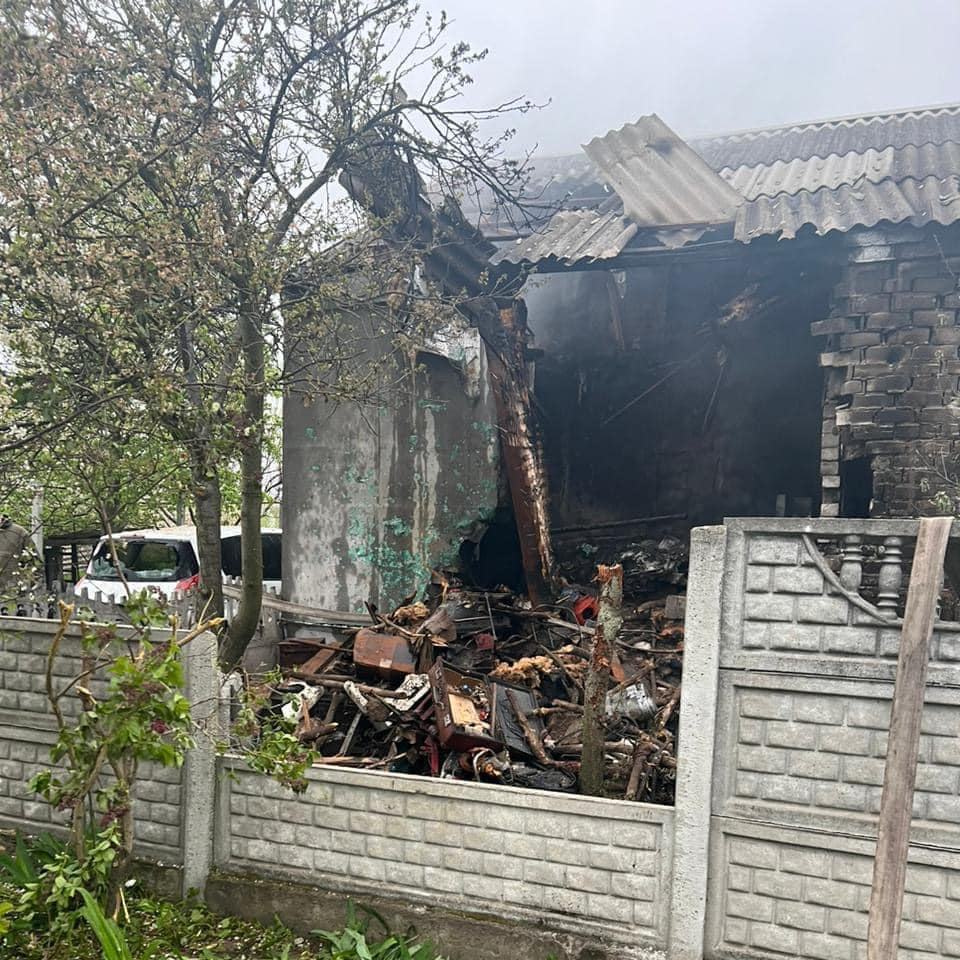
Зруйнований будинок у Дніпрі

#### Дніпропетровська область
У місті Дніпро в результаті обстрілу було зруйновано приватний житловий будинок, в якому загинули 31-річна жінка та дворічна дівчинка. Ще троє людей отримали поранення. Також від обстрілів постраждало приватне підприємство та будівельна база.

### Київська область

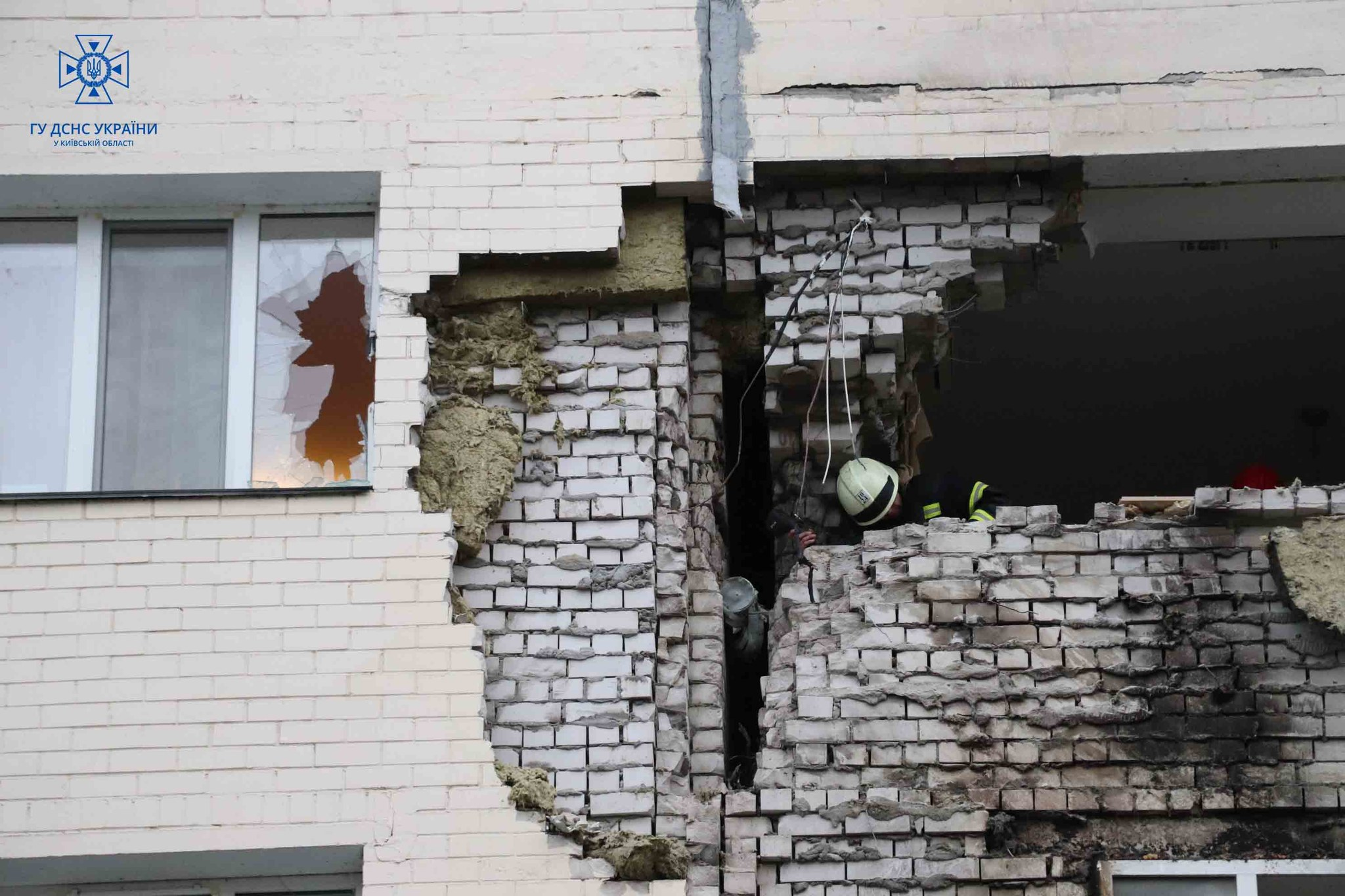
Пошкоджений будинок в Українці

За словами голови Київської міської військової адміністрації Сергія Попка, у Київській області було збито 11 ракет і два безпілотники. Унаслідок падіння осколків в Оболонському районі Києва було пошкоджено локальні лінії електропередач та дорожнє покриття.
У місті Українка внаслідок падіння уламків ракет було пошкоджено житловий будинок, 13-річна дівчинка зазнала поранень і була госпіталізована.

## Реакція

### Україна
Президент України Володимир Зеленський назвав те, що сталося «злочином проти людяності».

### Росія
Міноборони Росії заявило, що російські війська завдали ракетного удар "високоточною зброєю по пунктах дислокації резервів ЗСУ, мети удару досягнуто".
Однак представник Міноборони не надав жодної інформації про те, які будівлі були обрані як цілі і чому при цьому були зруйновані житлові будинки. Про жертв серед мирного населення в повідомленні Міноборони РФ також нічого сказано не було. При цьому журналісти радіо «Свобода» зазначали, що російські військові, як правило, заперечують свою причетність до загибелі цивільних осіб.
В офіційному Telegram-каналі Міноборони РФ вранці 28 квітня була опублікована фотографія з ракетною установкою та написом «Точно в ціль».
Державний телеканал «Росія-1» та Telegram-канал телеведучого та пропагандиста Володимира Соловйова видали кадри удару по Умані за обстріл Донбасу українськими військовими.

### Інші держави
МЗС Франції засудило ракетну атаку, заявивши, що Росія навмисне атакує житлові будинки в ході своєї «загарбницької війни» в Україні.

Посол США Бріджит Брінк написала:
Росія досі не зрозуміла, що її жорстокість лише зміцнює рішучість України та поглиблює нашу відданість підтримці України у її боротьбі.
Заступник речника Держдепартаменту США Ведант Пател на брифінгу назвав останній російський удар ще одним свідченням «нахабної зневаги РФ до українського цивільного населення»:
США продовжать робити все можливе, щоби підтримати наших українських партнерів й надалі робитимуть усе можливе, щоб притягнути РФ до відповідальності

## Оцінки
Журналісти зазначали, що в ході вторгнення в Україну російська армія неодноразово завдавала ударів по цивільних об'єктах: лікарнях, школах, житлових будинках, дитячих садках. Деякі свої атаки російське міністерство оборони пояснювало «перебуванням [на цивільних об'єктах] українських націоналістів». Проте з початку 2023 року під російські атаки дедалі частіше стали потрапляти житлові будинки, причому не лише поблизу лінії фронту, а й у глибокому тилу. Так, журналісти відзначали січневий обстріл російськими силами міста Дніпра, коли внаслідок влучення ракети в житловий будинок загинуло 46 осіб, а також обстріли житлових будинків у Запоріжжі та Миколаєві.
Українські офіційні особи та аналітики стверджували, що ці атаки були частиною навмисної стратегії Кремля щодо залякування українського населення.

## Галерея

Будинок в Умані після російського обстрілу
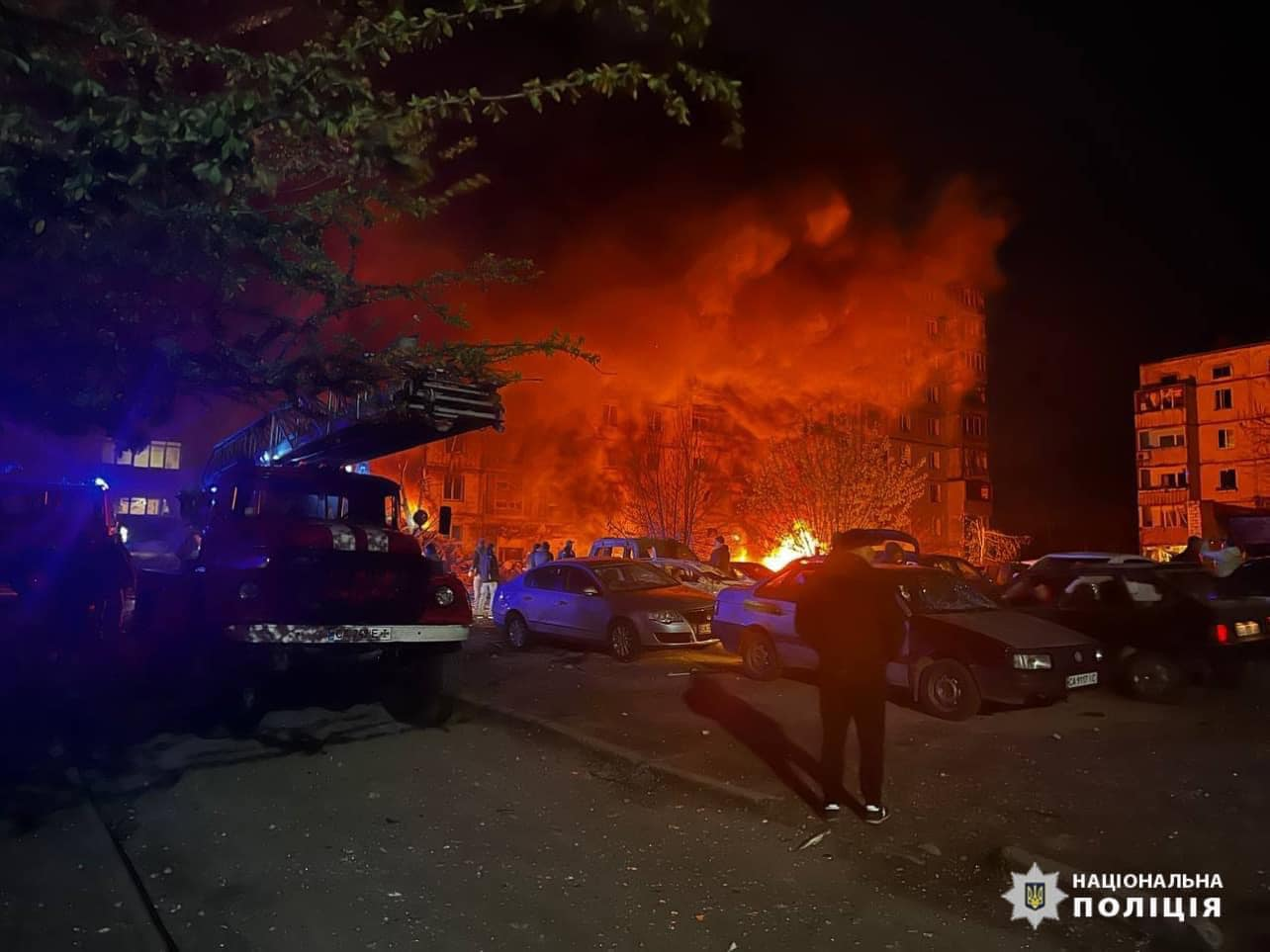
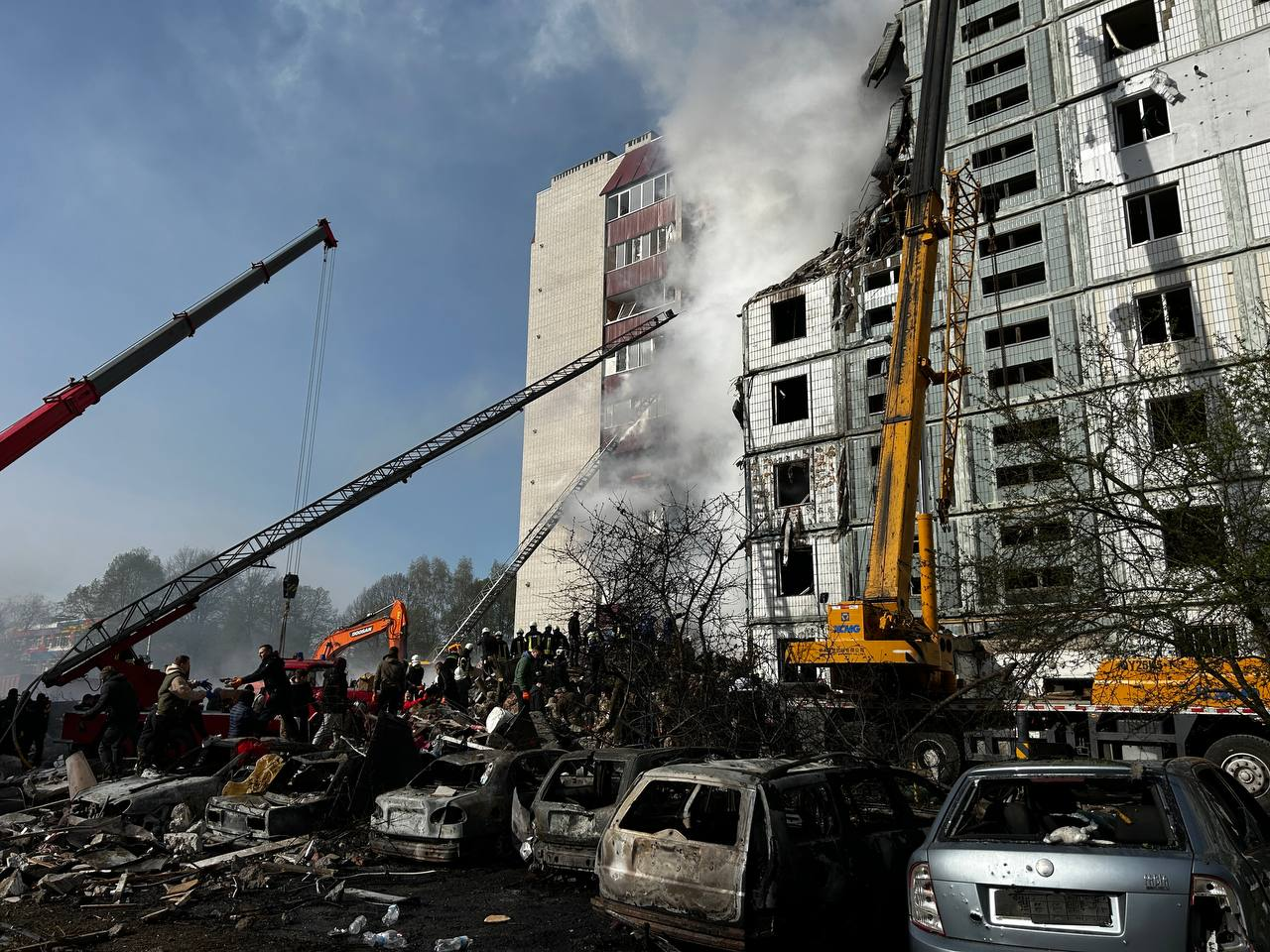
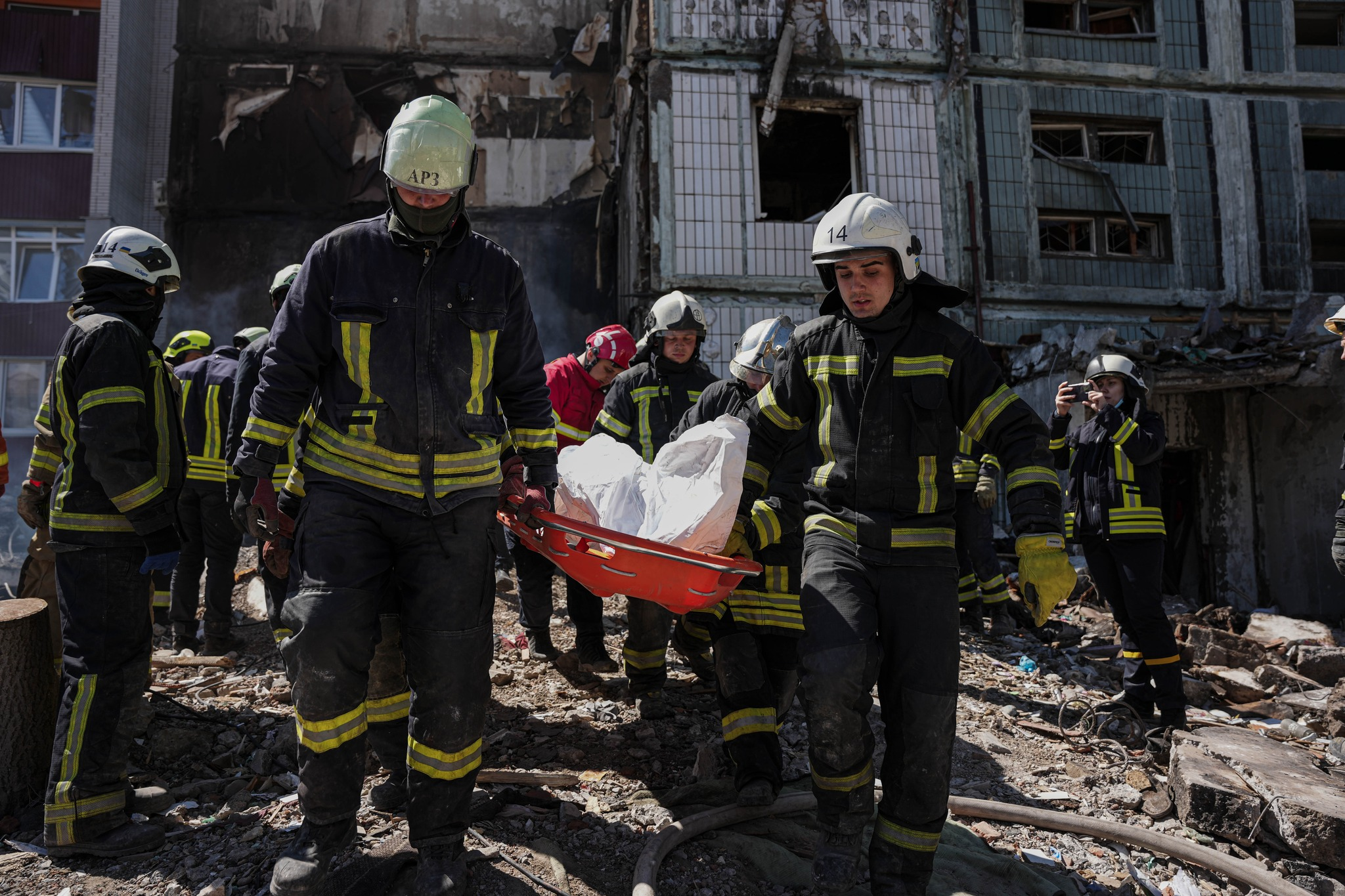
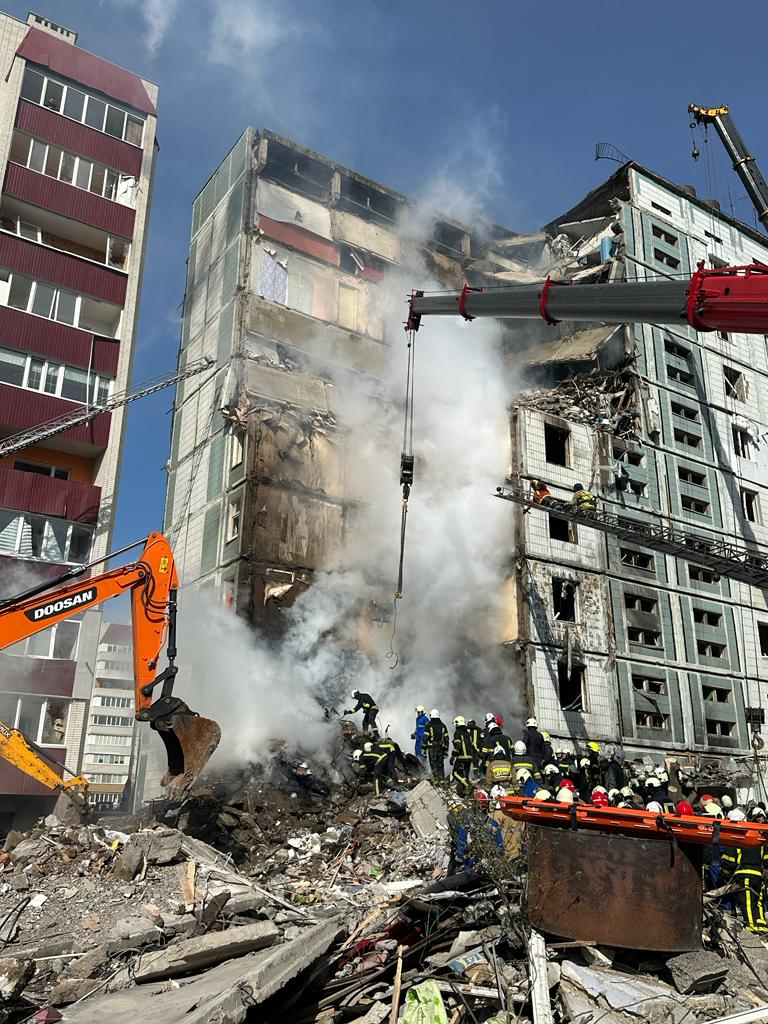